# Naranjo (Aguada)
Naranjo es un barrio ubicado en el municipio de Aguada en el estado libre asociado de Puerto Rico. En el Censo de 2010 tenía una población de 3292 habitantes y una densidad poblacional de 467,99 personas por km².

## Geografía
Naranjo se encuentra ubicado en las coordenadas 18°20′41″N 67°9′22″O / 18.34472, -67.15611. Según la Oficina del Censo de los Estados Unidos, Naranjo tiene una superficie total de 7.03 km², que corresponden a tierra firme.

## Demografía
Según el censo de 2010, había 3292 personas residiendo en Naranjo. La densidad de población era de 467,99 hab./km². De los 3292 habitantes, Naranjo estaba compuesto por el 89.49% blancos, el 3.13% eran afroamericanos, el 0.33% eran amerindios, el 0.12% eran asiáticos, el 5.04% eran de otras razas y el 1.88% pertenecían a dos o más razas. Del total de la población el 99.61% eran hispanos o latinos de cualquier raza.